# Сахо
Сахо — етнічна група у Еритреї, також вони мешкають у деяких частинах Північної Ефіопії, розмовляють мовою Сахо.

## Етнічна приналежність та суспільна структура
Більшість Сахо мають первісний погляд на власну етнічну приналежність і претендують на походження від арабських іммігрантів. Це, у свою чергу, дозволяє пов'язати їх історію із історією Близького Сходу. Суспільна структура патрілінейна та ієрархічна, суспільство вертикально організоване у племена, роди та сім'ї. Сімейне походження запам'ятовується щонайменше 30 або 40 поколінь. Також запам'ятовуються та оповідаються закони та звичаї, і спорідненість відіграє важливу роль у цих традиціях, що ще раз свідчить про первісну якість родової та етнічної ідентичності.

## Демографія
Більшість Сахо зосереджена в Еритреї (98 750), решта населяє Ефіопію (55 000).

## Традиції
Коли виникає проблема, Сахо, як правило, скликає зустріч або конференцію, яку вони називають рахбе. Під час такої зустрічі люди Сахо обговорюють, як вирішити питання, пов'язані з водою, пасовищем або землею. Це також обговорюється з сусідніми племенами чи етнічними групами та підкланами для досягнення консенсусу.